# Usinens
Usinens ist eine französische Gemeinde im Département Haute-Savoie in der Region Auvergne-Rhône-Alpes.

## Geographie
Usinens liegt auf 417 m, in der Nähe von Bellegarde-sur-Valserine, etwa 25 Kilometer westnordwestlich der Stadt Annecy (Luftlinie). Das Bauerndorf erstreckt sich an aussichtsreicher Lage auf einem Geländevorsprung über dem Vallée des Usses, kurz vor dessen Öffnung gegen das Rhonetal, im Genevois.
Die Fläche des 7,63 km² großen Gemeindegebiets umfasst einen Abschnitt des westlichen Genevois. Die westliche Grenze verläuft überwiegend entlang der Godette, die hier in einem Tälchen nach Süden zum Usses fließt. Vom Bachlauf erstreckt sich das Gemeindeareal nach Osten über den Hang von Usinens bis auf das Hochplateau zwischen den Tälern von Rhône und Usses. Hier wird mit 528 m die höchste Erhebung von Usinens erreicht. Nach Südosten reicht der Gemeindeboden in das mehrheitlich bewaldete Tal des Usses. 
Zu Usinens gehören neben dem eigentlichen Ortskern auch mehrere Weilersiedlungen und Gehöfte, darunter: 
- Bénoz (370 m) am Hang westlich des Taleinschnitts der Godette
- Châtel (270 m) am Zusammenfluss von Godette und Usses
- Croix (380 m) am nördlichen Talhang des Usses
- Tanay (380 m) am nördlichen Talhang des Usses
- Bovinens (490 m) am Rand des Hochplateaus von Semine

Nachbargemeinden von Usinens sind Chêne-en-Semine im Norden, Vanzy und Desingy im Osten, Seyssel und Bassy im Süden sowie Challonges im Westen.

## Geschichte
Das Gemeindegebiet von Usinens war bereits während der Römerzeit besiedelt. Erstmals urkundlich erwähnt wird der Ort im 13. Jahrhundert unter den Namen Uzinengus und Usenens; von 1303 ist die Bezeichnung Usunens überliefert. Der Ortsname geht auf den burgundischen Personennamen Uswin zurück und bedeutet mit dem Suffix -ens so viel wie bei den Leuten des Uswin. Im Mittelalter unterstand Usinens dem Herrschaftsgebiet der Kastellanei Châtel.

## Sehenswürdigkeiten
Die Dorfkirche von Usinens stammt aus dem 19. Jahrhundert. In Châtel steht eine Kapelle. Das Château de Châtel, das im 13. Jahrhundert erbaut worden war, wurde später mehrfach renoviert und umgestaltet.

## Bevölkerung
| Jahr                       | 1962 | 1968 | 1975 | 1982 | 1990 | 1999 | 2004 |
| Einwohner                  | 287  | 280  | 239  | 229  | 236  | 255  | 339  |
| Quellen: Cassini und INSEE |      |      |      |      |      |      |      |

Mit 424 Einwohnern (Stand 1. Januar 2022) gehört Usinens zu den kleinen Gemeinden des Département Haute-Savoie. Im Verlauf des 20. Jahrhunderts nahm die Einwohnerzahl aufgrund starker Abwanderung kontinuierlich ab (1901 wurden in Usinens noch 556 Einwohner gezählt). Seit Beginn der 1990er Jahre wurde jedoch wieder eine deutliche Bevölkerungszunahme verzeichnet.

## Wirtschaft und Infrastruktur
Usinens ist noch heute ein vorwiegend durch die Landwirtschaft geprägtes Dorf. Usinens liegt in der Weinbauregion Savoie. Weißweine aus der Rebsorte Altesse (lokal Roussette genannt) dürfen unter der geschützten Herkunftsbezeichnung Roussette de Savoie vermarktet werden. Für Weißweine anderer Rebsorten sowie Rotweine gilt die AOC Vin de Savoie.
Daneben gibt es einige Betriebe des lokalen Kleingewerbes. Zahlreiche Erwerbstätige sind Wegpendler, die in den größeren Ortschaften der Umgebung, insbesondere in Bellegarde-sur-Valserine ihrer Arbeit nachgehen.
Die Ortschaft liegt abseits der größeren Durchgangsstraßen. Lokale Straßenverbindungen bestehen mit Seyssel, Chêne-en-Semine und Challonges. Der nächste Anschluss an die Autobahn A40 befindet sich in einer Entfernung von rund 8 km.